# Los Gandules
Los Gandules son un grupo de música aragonés. Su música consiste en versiones de canciones muy conocidas con letras humorísticas.
Aparecen en sus conciertos vestidos con bata y sentados en un sofá, como si estuvieran en su propia casa, interpretan sus canciones, improvisan e interactúan con el público que, por ejemplo, tiene que chillar cada vez que en las canciones o en los comentarios se dice "gandul" o "gandules". También parodian a ciertos personajes como Fernando Alonso, Loquillo, Carlos Goñi o a Enrique Bunbury de Héroes del Silencio.
Han colaborado en algunas canciones para el Real Zaragoza, como "Corazón de león" o "Zaragol", compuestas ambas por el compositor aragonés Joaquín Carbonell.
Han aparecido en diversos programas de televisión. Entre sus participaciones regionales (en Aragón), cabe destacar la del programa "Que viene el lobo" de Antena Aragón con el grupo Barricada, donde hicieron su particular versión de la canción "No hay tregua" (como "No hay pelos"); o su canción en el programa Vaya comunidad de Aragón Televisión presentado por Luis Larrodera.
En sus apariciones a nivel nacional, destacan la entrevista que le realizaron en A tu lado de Telecinco; o su vídeo en El vídeo de un millón de euros de La Sexta.
Componen e interpretan parte de la banda sonora de Isi & Disi: alto voltaje dirigida por el zaragozano Miguel Ángel Lamata e interpretada por Santiago Segura y Florentino Fernández.
También han colaborado en la película Tensión sexual no resuelta, del mismo director.
Han colaborado en el programa de radio Levántate y Cárdenas  de Europaq FM. Las canciones realizadas para este programa se pueden descargar, al igual que sus discos oficiales, en su página web.

## Componentes
Dun Gandul: Su nombre real es Santiago Díaz, natural de Calatayud (Zaragoza); proviene del grupo Objetos Perdidos.
Tobo Gandul: Su nombre real es Roberto Montañés, natural de Zaragoza. Anteriormente formaba parte del grupo Los Berzas, grupo que hacía también rock en clave de humor, si bien predominaban las canciones originales frente a las versiones. Actualmente, también es integrante del grupo musical de Tex Mex "Los Ases del Jiloca".
La banda que les acompaña se llama Los Somardas, compuesta por un bajista, un batería y una corista. También tienen un grupo telonero, llamados Die Scaphandra (o Los Escafandra), que son los propios Dun y Tobo disfrazados. Colabora en los coros y como solista Susan Vaga.

## Discografía
- Sillonbol stars (2002)
- Sillonbol kings (2004)
- Sillonbol heroes (2007)
- Delicatessen live (2008)
- Sillonbol croquetas (2009)
- Fondo de armario stars (2010)
- Mañanas de petanca (2012)
- Tardes de merienda (2014)
- Noches de bingo (2017)
- Directo al sofá (2018)
- Extravagancia (2021)